# Girolamo Pittoni
Girolamo Pittoni (Lumignano, 1490 – 1568) è stato uno scultore e architetto italiano, cittadino della Repubblica di Venezia, operante a Vicenza nel XVI secolo in società con Giovanni di Giacomo da Porlezza in un'importante bottega, che diede lavoro anche al giovane Andrea Palladio.

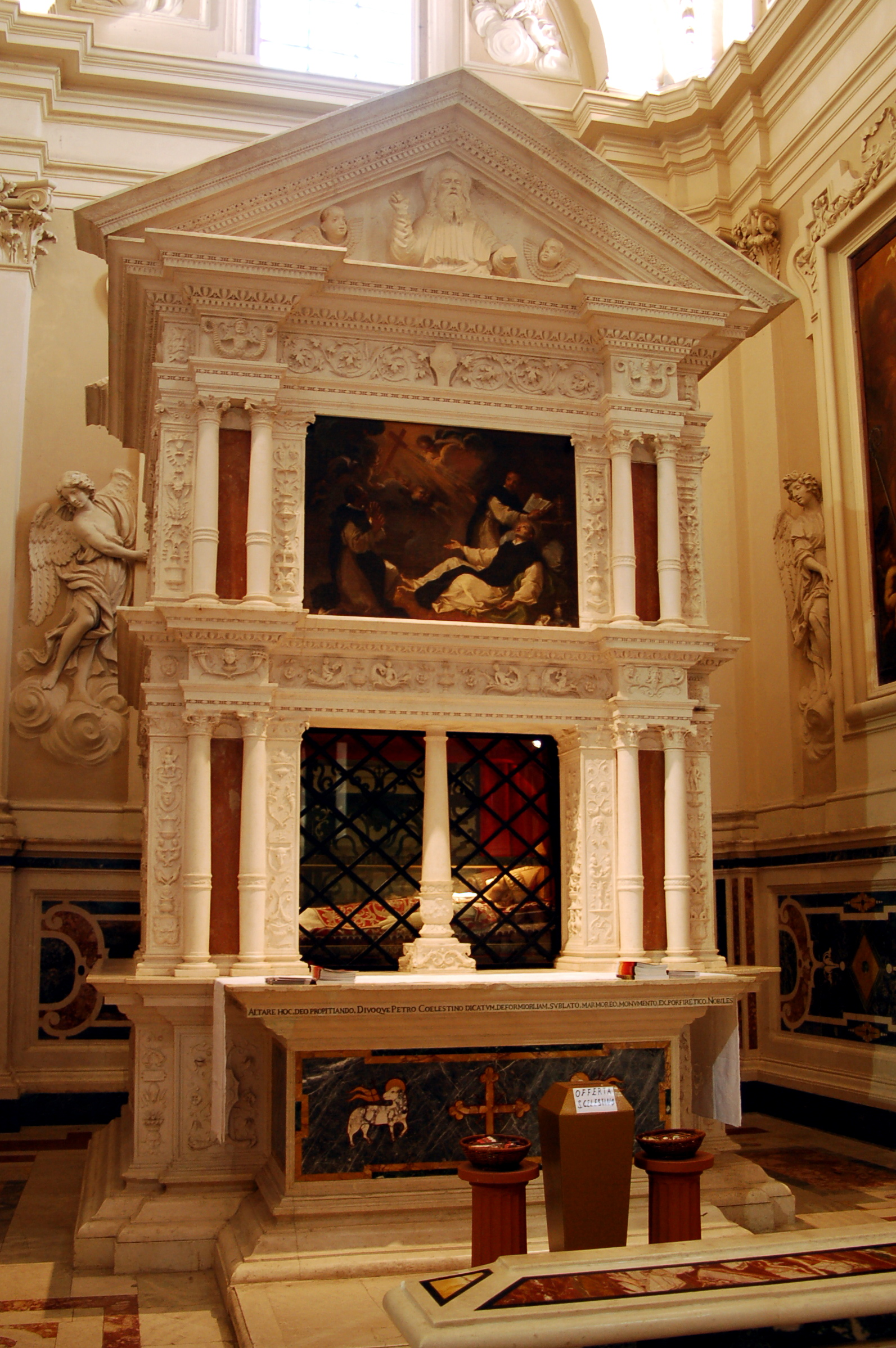
Il mausoleo di Celestino V, principale opera di Girolamo da Vicenza.

Gli è attribuito il mausoleo di Celestino V nella basilica di Santa Maria di Collemaggio all'Aquila, firmato col nome Girolamo da Vicenza.

## Biografia
Girolamo da Lumignano operò a Vicenza insieme al collega Giovanni di Giacomo da Porlezza in una bottega sita a Pedemuro San Biagio, nella parte settentrionale della città, dove ebbe modo di formarsi — dal 1524 e per una dozzina d'anni — anche il giovane Andrea Palladio. All'interno della bottega si ritiene che Girolamo lavorasse soprattutto come scultore, mentre Giovanni come architetto.
Contribuì, col collega Giovanni, a numerose opere, tra le quali l'altare maggiore e del sepolcro del vescovo Girolamo Bencucci nel Duomo di Vicenza che alcuni attribuiscono almeno in parte al Palladio anziché al suo maestro. Tra le opere dello scultore vicentino sono inoltre considerate alcune statue poste sugli altari della chiesa di Santa Corona e della chiesa di San Pietro, oltre che il campanile della chiesa di San Bartolomeo, tutte a Vicenza.
Principale opera individuale di Girolamo sembra essere tuttavia il monumentale sepolcro — firmato semplicemente come "Girolamo da Vicenza" — realizzato nel 1517 nella basilica di Santa Maria di Collemaggio all'Aquila e destinato ad ospitare le spoglie di papa Celestino V. Il mausoleo, in stile rinascimentale, venne eretto ad imitazione del mausoleo di San Bernardino completato pochi anni prima per l'omonima basilica ad opera di Silvestro dall'Aquila e fu interamente finanziato dall'Arte aquilana della Lana.

## Opere

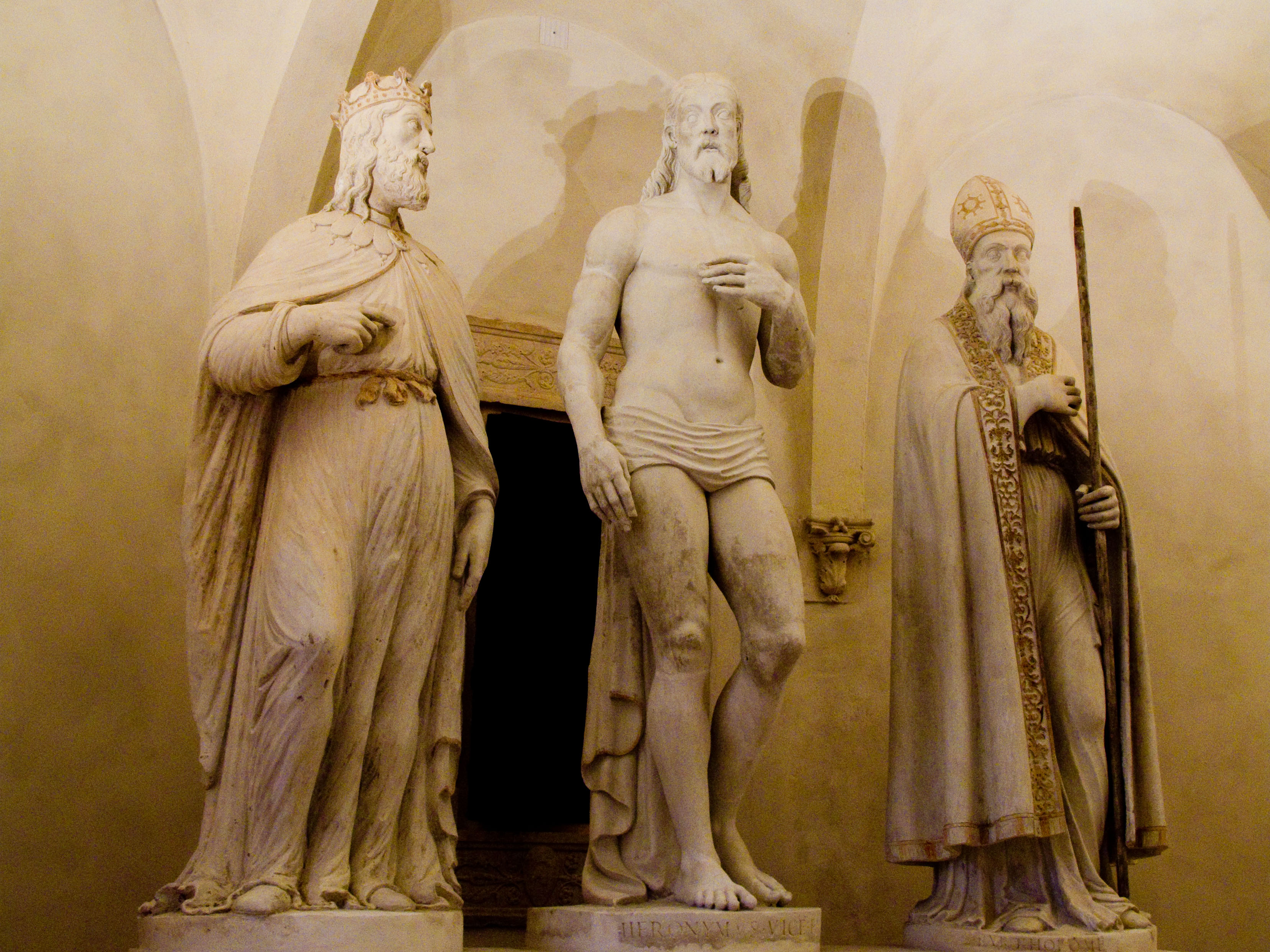
Gruppo scultoreo di tre statue nella cripta della chiesa di Santa Corona, Vicenza (1530 circa)

- Mausoleo di Celestino V nella basilica di Santa Maria di Collemaggio (1517), L'Aquila
- Statue dei santi Andrea e Giacomo, Chiesa e monastero di San Pietro, Vicenza
- Altare maggiore e del sepolcro del vescovo Girolamo Bencucci nella cattedrale di Vicenza (anni 1530)
- Gruppo scultoreo raffigurante Cristo, il beato Bartolomeo Breganze e il re di Francia san Luigi IX nella cripta della chiesa di Santa Corona (1530 circa), Vicenza (attribuito).[7]
- Ampliamento del campanile della Chiesa e monastero di San Bartolomeo (1540 circa, con Giovanni da Porlezza)